# 森田絵美
森田 絵美（もりた えみ、1994年11月14日 - ）は、山梨放送（YBS）のアナウンサー。気象予報士。

## 来歴
奈良県田原本町出身。帝塚山中学校・高等学校、早稲田大学商学部卒業。フジテレビアナウンサースクール出身。
2017年、大学卒業後にNHK岡山放送局に入局し、2019年3月まで同局に勤務。
2019年4月、山梨放送に入社。

## 人物・エピソード
- 趣味はサッカー等のスポーツ観戦。
- 中学・高校時代は陸上部に所属[9]。
- 高校在籍時の同級生にテレビ高知アナウンサーの木岡真理奈がいる[12]。
- 早稲田大学在学時に読者モデルとして活動する傍ら、『みちのく合衆国』（フジテレビ）にリポーターとして出演[13]。J:COM制作のJリーグ・町田ゼルビアの応援番組『がんばれ！ゼルビア』のアシスタントMCとしても活動した[14]。
- 目標のアナウンサーはフジテレビの戸部洋子と元同局でフリーアナウンサーの高橋真麻[13]。現在は元TBSテレビ所属で現フリーの田中みな実である。
- 2020年頃から、筋トレをしており、度々話題にしている[15]。
- 2021年頃からはゴルフと競馬を趣味にしており、担当番組内でも話題に上げている。SNSにもしばしば投稿が見られる[16]。
- YBSの同期入社である小松千絵とは共に岡山・香川エリアの放送局で活動していた関係で[注 1]当時から親交がある[17]。
- 自他共に認める音痴であり、最近ではメディアで歌唱することも多く「YBSの歌姫」と呼称され、YBSアナウンサーの公式Twitterでは「えみちぃのうたはみんなをえがおにします」と綴られている[18]。
- 2022年放送の日テレ制作「ヒルナンデス!」に出演し、『日テレ系列局アナウンサー対抗おしゃれファッションバトル』で同率2位タイで準優勝を果たす[19]。2023年1月27日、担当ラジオ番組『はみだし しゃべくりラジオ キックス』内で、その結果をもって「日本No.2協会」の認定を受けた[20]。
- 2023年10月21日に河口湖ステラシアターで開催された「TGCフェス山梨2023」に特命モデルとして出演した[21]。その様子は当日Abemaで生配信された他[22]、自身がMCを務めるテレビ番組「やまなし調べラーズ ててて！TV」2023年10月27日放送分でも放送された[23][24]。
- 2024年1月8日、山梨県警上野原警察署一日警察署長を務めた[25][26][27]。
- 2025年3月14日、気象予報士試験に合格したことをXのアカウント上で報告した[7]。

## 出演番組

### 山梨放送時代
テレビ
- 山梨スピリッツ（2025年4月 - ）
- ててて!TV
  - MC（2021年4月2日 - 2023年3月）
  - メインMC（2023年4月7日 - 2025年3月21日）
- YBSニュース
- 前進!やまなし
- やまなしマルシェ
- 24時間テレビ 愛は地球を救う42（2019年） - 山梨放送メインパーソナリティ（村上幸政と担当）
- 朝だ!生です旅サラダ（朝日放送テレビ） - 中継リポーター
- ヒルナンデス!（日本テレビ放送網、2022年5月12日、7月28日、8月25日（日テレ系列局アナウンサー対抗おしゃれファッションバトルの山梨放送代表）

テレビドラマ
- 降り積もれ孤独な死よ 第1話・第7話・第9話（2024年7月7日・8月18日・9月1日、読売テレビ・日本テレビ系） - ニュースキャスター 役[28]
- ホットスポット 最終話（2025年3月16日、日本テレビ系） - 本人役[注 2]

ラジオ
- はみだし しゃべくりラジオ キックス - 水・金曜パーソナリティ
  - 金曜パーソナリティ（山田ルイ53世と、2021年4月 - ）
  - 水曜パーソナリティ（深田幹規と、2022年4月 - ）
- 歌のない歌謡曲(2020年4月 - 2022年3月)

### NHK岡山時代
- もぎたて!
- もぎファジ

### 大学時代
- みちのく合衆国（フジテレビ）
- がんばれ！ゼルビア（J:COM）